# West Maas en Waal
West Maas en Waal (anhörenⓘ) ist eine niederländische Gemeinde der Provinz Gelderland und hatte am 1. Januar 2025 nach Angaben des CBS 20.601 Einwohner. Die Gemeinde entstand 1984 durch die Neugliederung der Gemeinden Appeltern, Dreumel und Wamel.

## Orte
In der Gemeinde liegen folgende Dörfer: Boven-Leeuwen; Beneden-Leeuwen, der größte Ort, wo auch die Gemeindeverwaltung ihren Sitz hat; Dreumel; Wamel (gegenüber Tiel an der Waal); Maasbommel; Alphen aan de Maas; Altforst; Appeltern.
Dazu gibt es noch mehrere kleine Ortschaften, darunter eine mit dem Namen Moordhuizen.

## Bilder

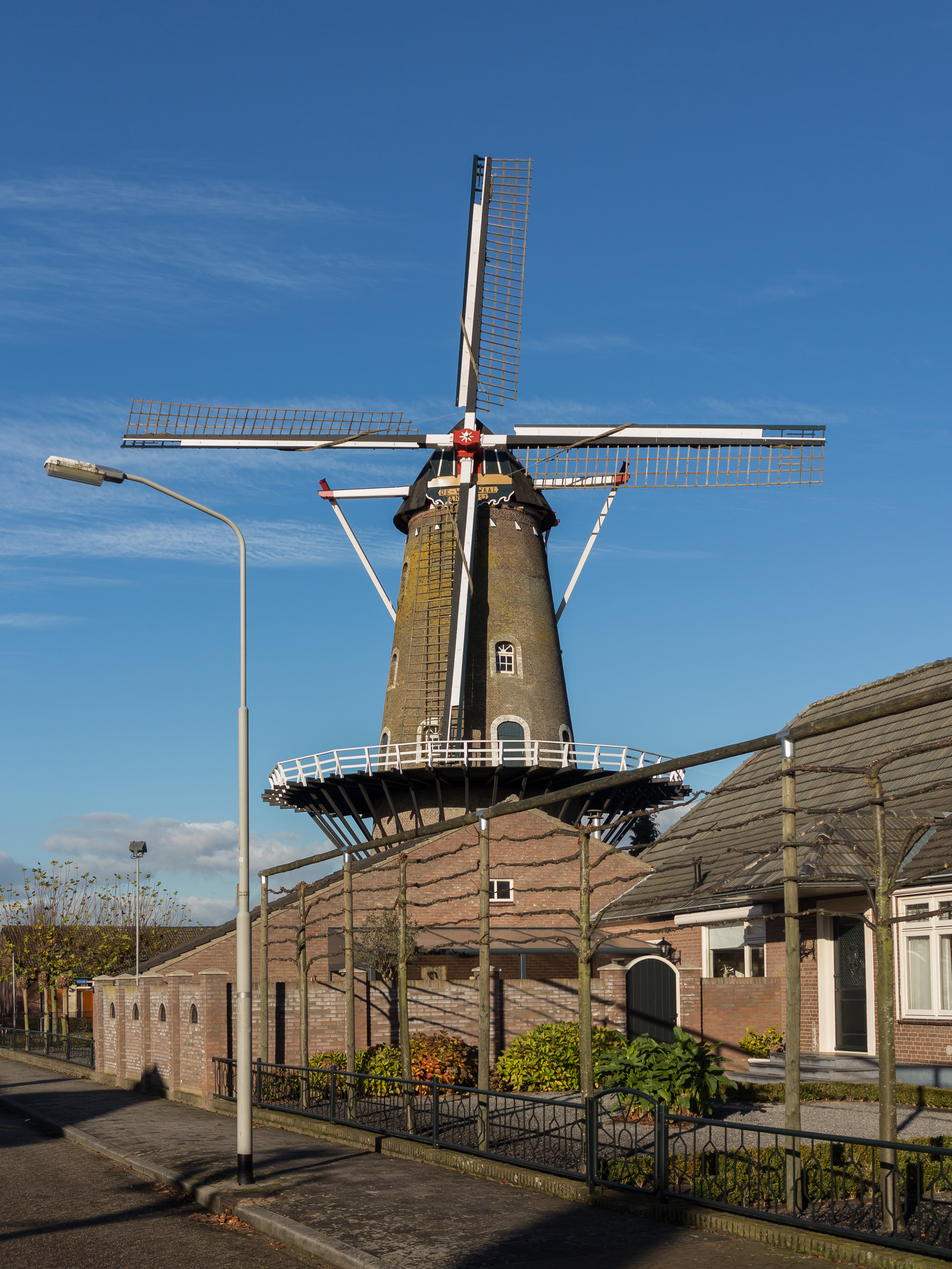
Beneden-Leeuwen, Mühle
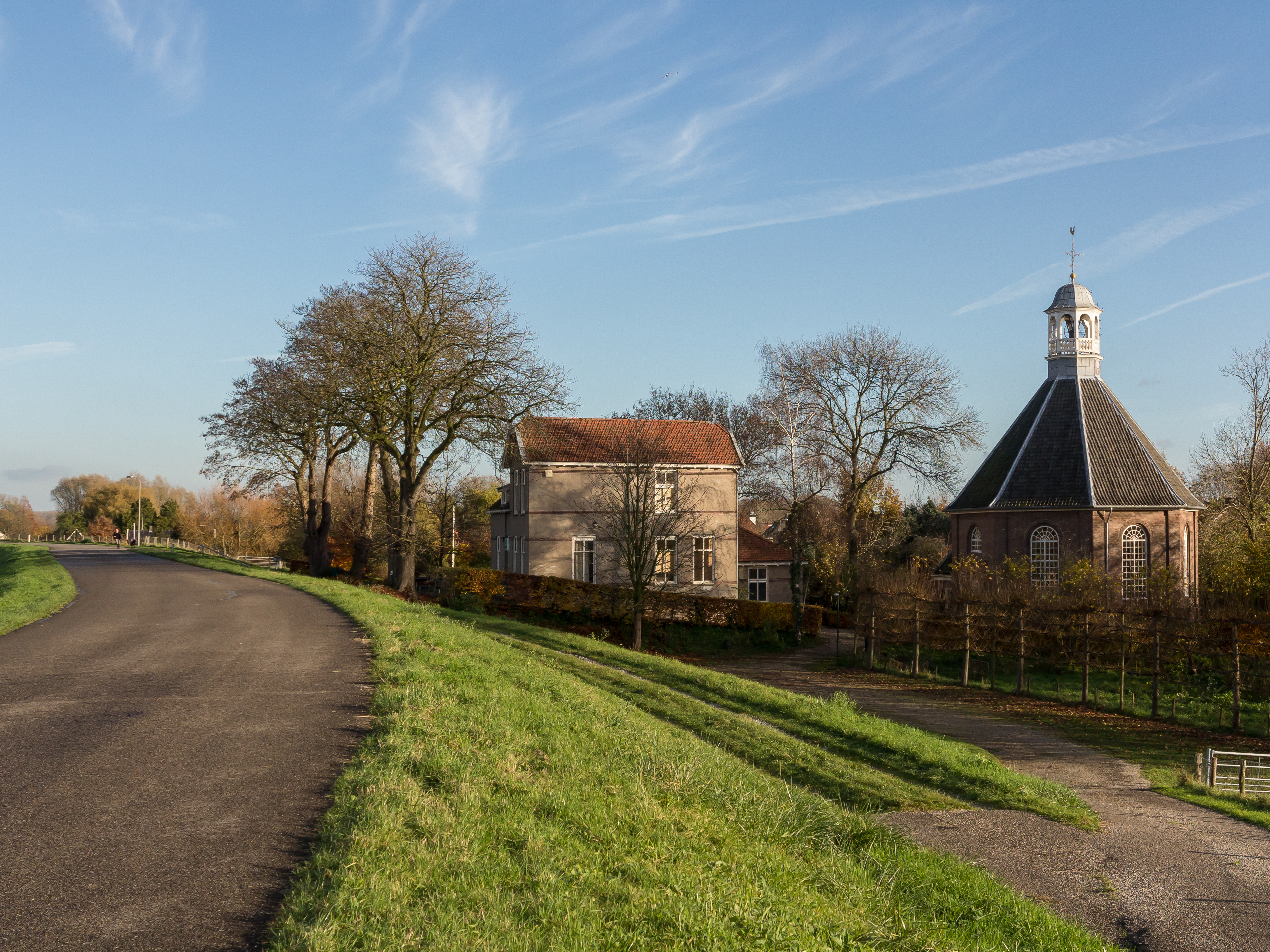
Boven-Leeuwen, reformierte Kirche in der Straße
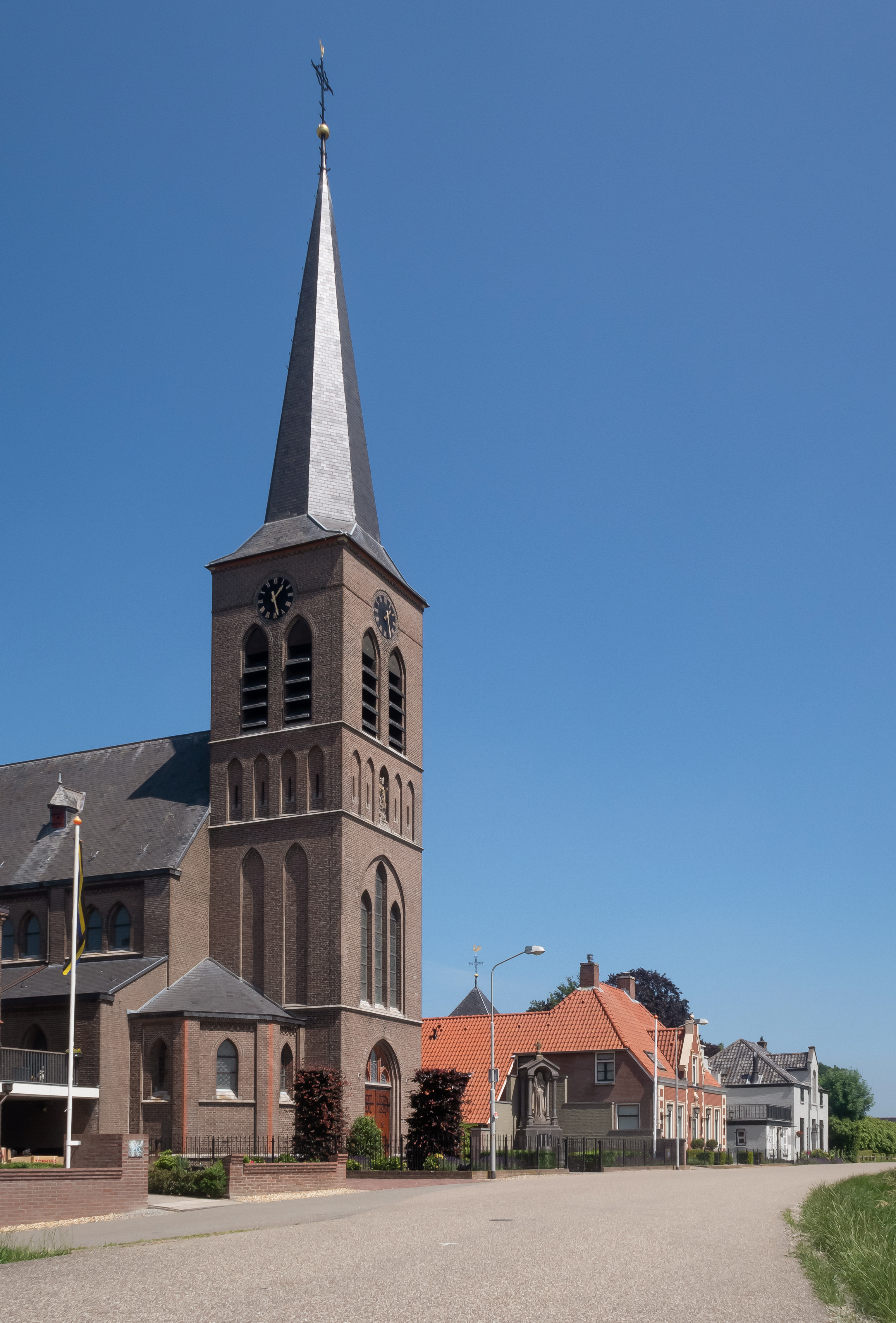
Kirche St. Servatius in Appeltern
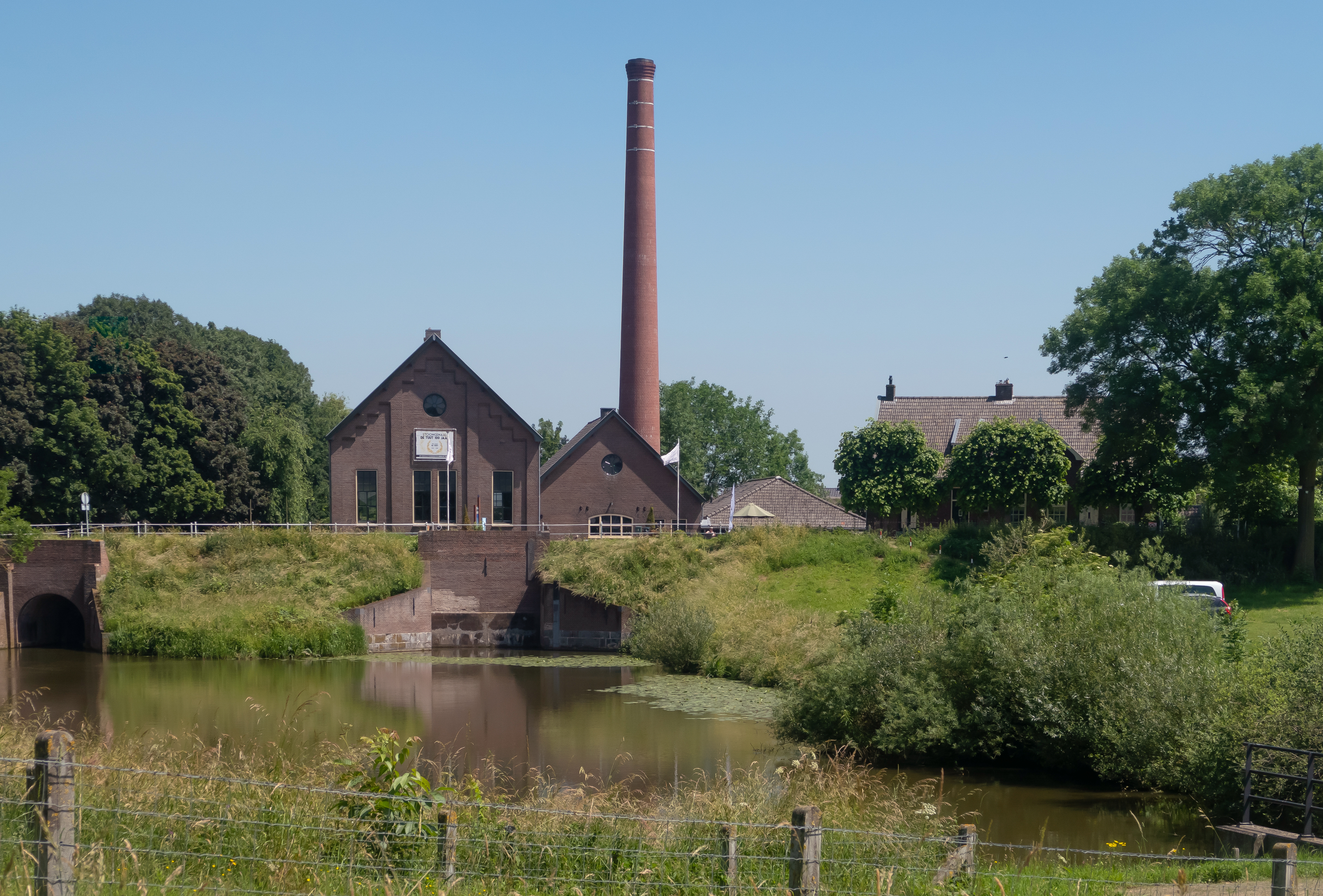
Appeltern, Wasserwerk: stoomgemaal de Tuut
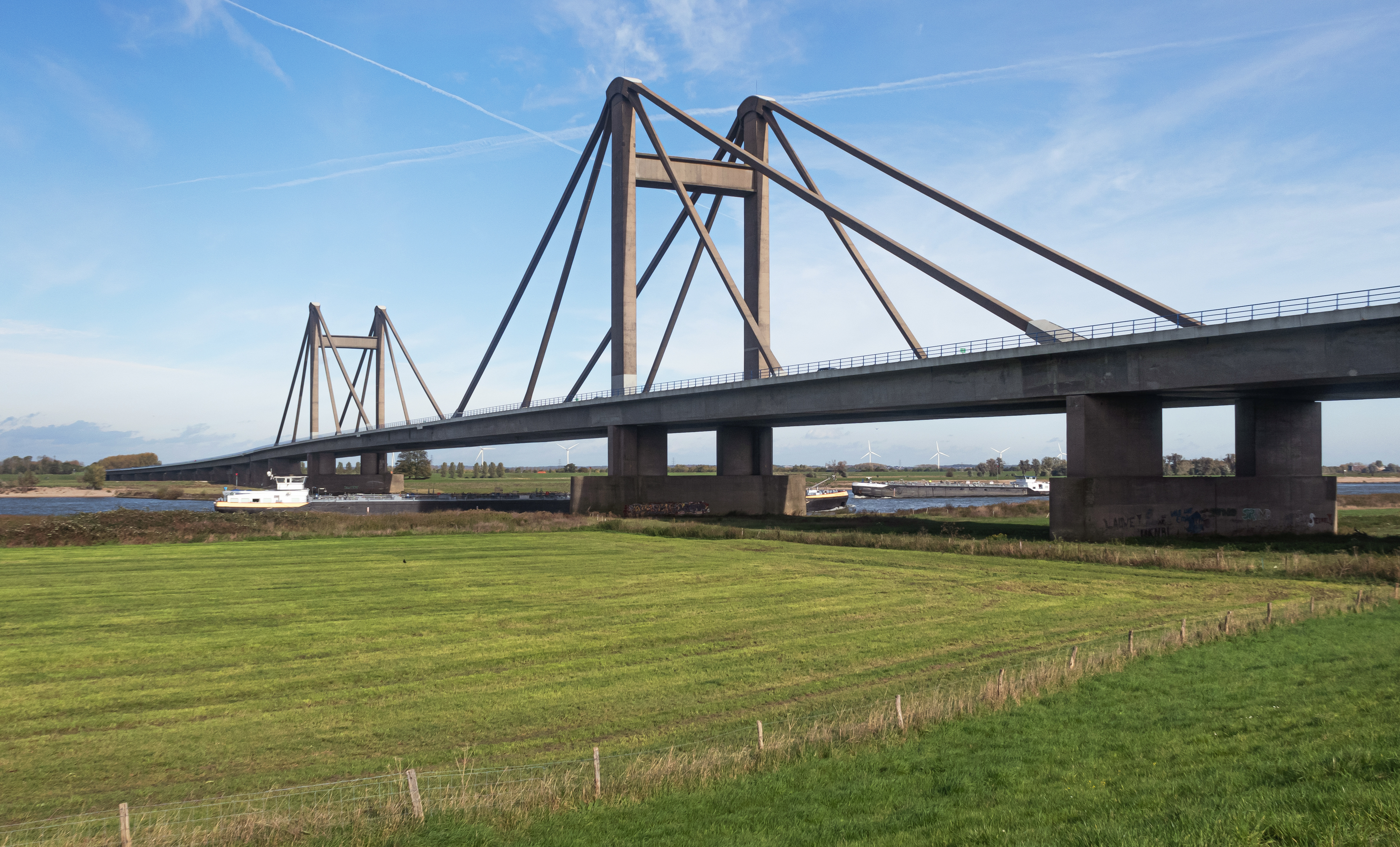
Bei Beneden-Leeuwen: Die Prinz-Willem-Alexander-Brücke
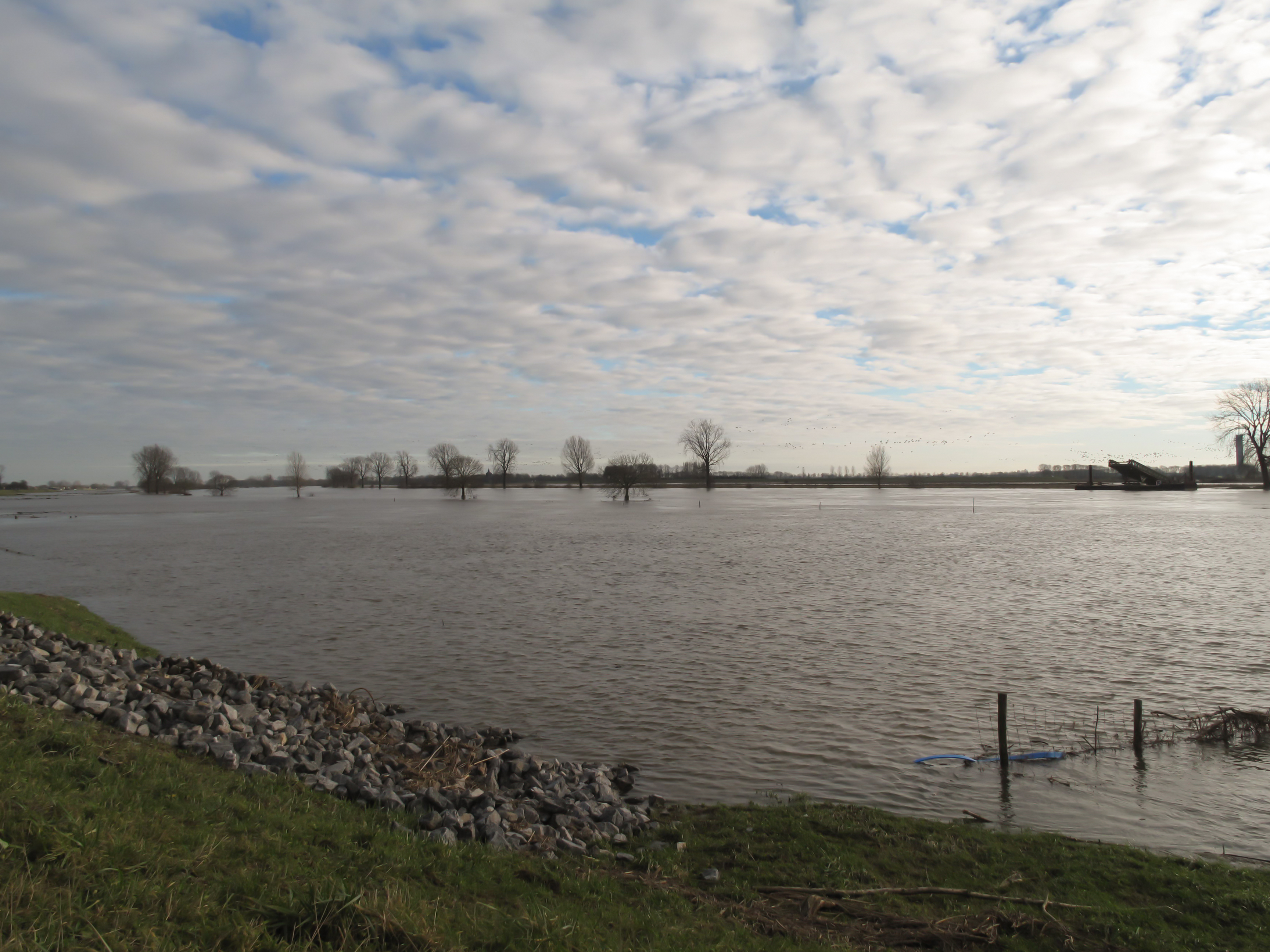
Die Maas bei Appeltern
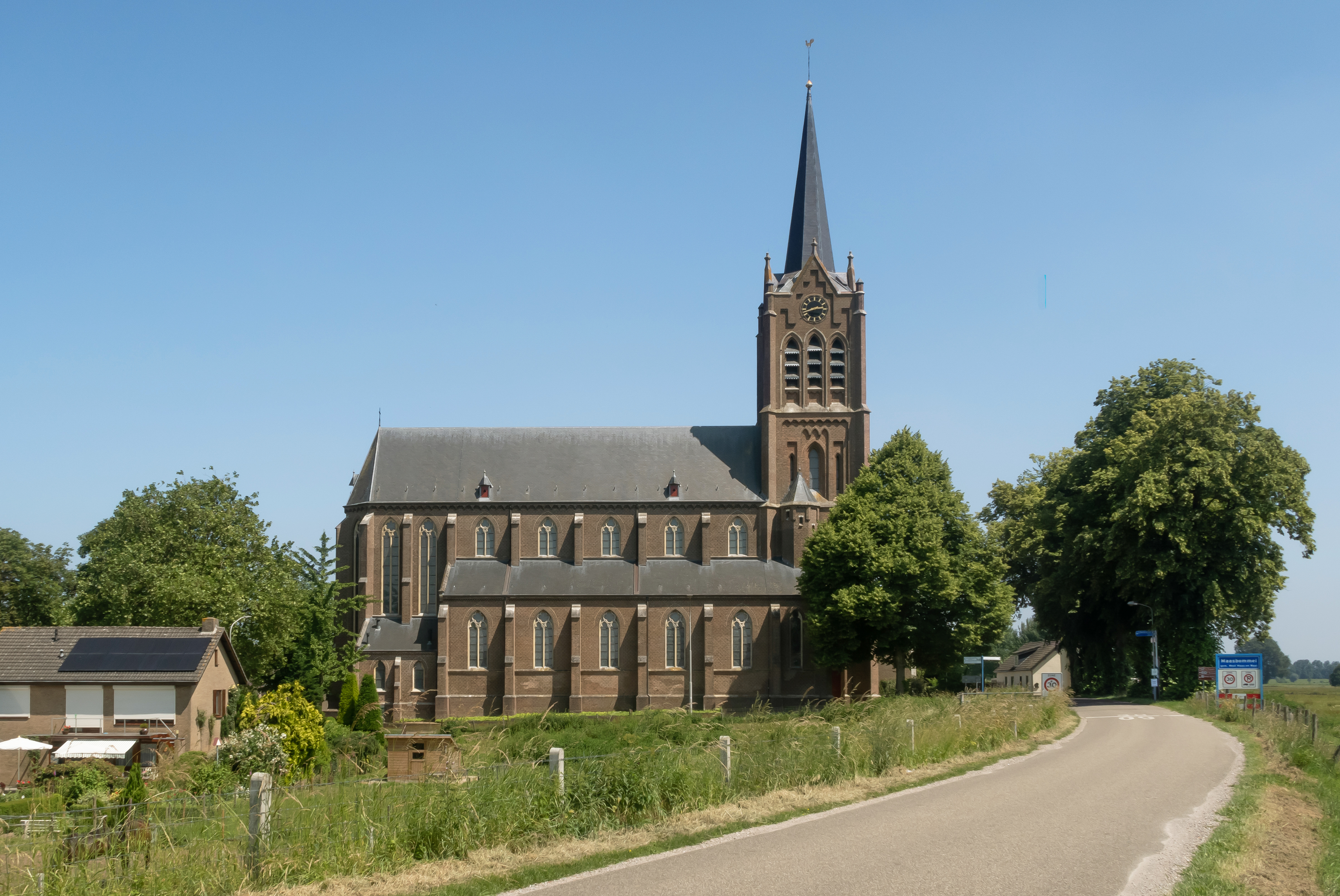
Maasbommel, Kirche: die Sint-Lambertuskerk
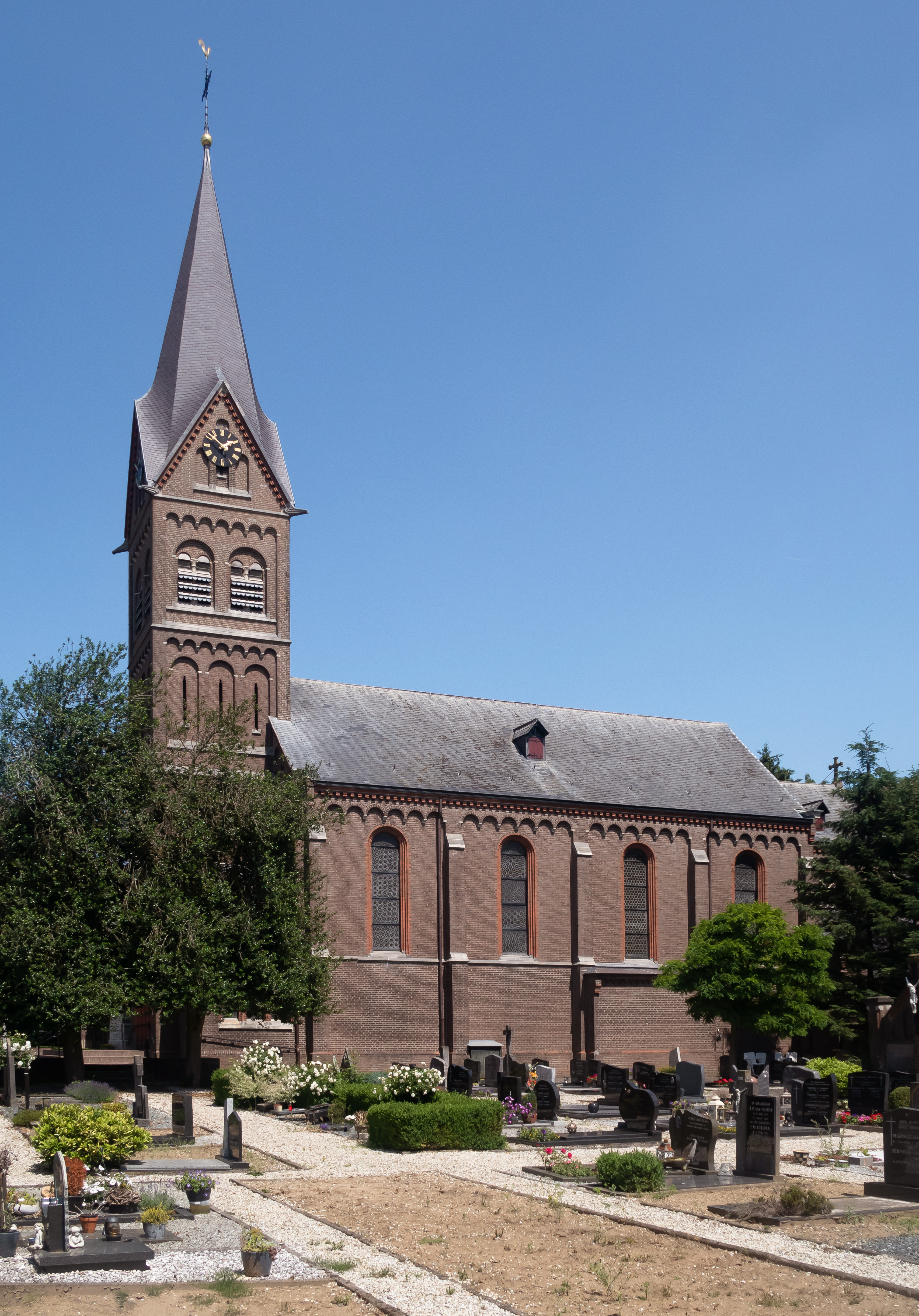
Altforst, Kirche: die Sint-Donatuskerk

## Lage und Wirtschaft
Die Gemeinde liegt zwischen den Flüssen Maas und Waal, südlich von Tiel. Nach Tiel führt eine Autobahnbrücke über die Waal.
Die Dörfer leben von etwas Industrie (Backsteine, Möbel, Beton usw.), Viehzucht und Obstbau. Das malerische Dorf Appeltern mit seinen berühmten Gärten und das Wassersportzentrum „De Gouden Ham“ (Der Goldene Schinken) bei Maasbommel ziehen die nötigen Touristen heran.

## Politik

### Sitzverteilung im Gemeinderat
Der Gemeinderat wird seit der Gemeindegründung folgendermaßen gebildet:
| Partei                                        | Sitze | Sitze | Sitze | Sitze | Sitze | Sitze | Sitze | Sitze | Sitze | Sitze | Sitze |
| Partei                                        | 1983  | 1986  | 1990  | 1994  | 1998  | 2002  | 2006  | 2010  | 2014  | 2018  | 2022  |
| --------------------------------------------- | ----- | ----- | ----- | ----- | ----- | ----- | ----- | ----- | ----- | ----- | ----- |
| Federatie Dorpslijsten Partij Beneden-Leeuwen | –     | –     | –     | –     | –     | –     | –     | –     | –     | 3     | 3     |
| Federatie Dorpslijsten Dreumel a              | 2     | 2     | 2     | 3     | 3     | 3     | 3     | 3     | 3     | 3     | 3     |
| VVD                                           | 2     | 2     | 1     | 2     | 3     | 2     | 2     | 3     | 3     | 3     | 2     |
| Federatie Dorpslijsten Maasdorpen b           | –     | 1     | 2     | 1     | 1     | 2     | 2     | 2     | 2     | 2     | 2     |
| Sociaal Maas en Waal                          | –     | –     | –     | –     | –     | –     | –     | –     | 2     | 1     | 2     |
| CDA                                           | 5     | 4     | 3     | 3     | 3     | 3     | 3     | 3     | 2     | 1     | 2     |
| Federatie Dorpslijsten Wamel                  | –     | 1     | 2     | 2     | 1     | 1     | 1     | 1     | 1     | 1     | 2     |
| Federatie Dorpslijsten Boven-Leeuwen c        | 2     | 2     | 2     | 2     | 2     | 2     | 2     | 2     | 1     | 1     | 1     |
| SP                                            | –     | –     | –     | –     | –     | –     | –     | –     | 2     | 2     | –     |
| Partij Beneden-Leeuwen                        | –     | –     | –     | –     | 1     | 1     | 1     | 1     | 1     | –     | –     |
| Federatie Dorpslijsten Beneden-Leeuwen d      | 2     | 2     | 2     | 2     | 1     | 1     | 1     | 2     | –     | –     | –     |
| PvdA                                          | 3     | 3     | 3     | 2     | 2     | 2     | 2     | –     | –     | –     | –     |
| D66                                           | –     | –     | –     | 0     | –     | –     | –     | –     | –     | –     | –     |
| Lijst Perlo                                   | –     | –     | 0     | –     | –     | –     | –     | –     | –     | –     | –     |
| Lijst Koedam                                  | –     | 0     | –     | –     | –     | –     | –     | –     | –     | –     | –     |
| Lijst de Jong e                               | 1     | 0     | –     | –     | –     | –     | –     | –     | –     | –     | –     |
| Tolbrug                                       | –     | 0     | –     | –     | –     | –     | –     | –     | –     | –     | –     |
| Gesamt                                        | 17    | 17    | 17    | 17    | 17    | 17    | 17    | 17    | 17    | 17    | 17    |

Anmerkungen

### Kollegium von Bürgermeister und Beigeordneten
Folgende Personen gehören zum Kollegium:
Bürgermeister
- Vincent van Neerbos (PvdA)

Beigeordnete
- Bert van Swam (F.D. Boven-Leeuwen)
- Sander Bos (VVD)
- Ton de Vree (F.D. Dreumel)
- Ans Mol-van de Camp (F.D. Wamel)

Gemeindesekretär
- Perry Arissen

## Persönlichkeiten
- Arno van Zwam (* 1969), Fußballspieler
- Julian Sas (* 1970), Bluesrock und Blues-Gitarrist/Sänger